# Clacy-et-Thierret
Clacy-et-Thierret è un comune francese di 356 abitanti situato nel dipartimento dell'Aisne della regione dell'Alta Francia.

## Società

### Evoluzione demografica
Abitanti censiti